# Nostoc Lake
Der Nostoc Lake ist ein See im ostantarktischen Coatsland. Er liegt etwa 1,5 km südwestlich des Mount Provender in den Haskard Highlands im westlichen Teil der Shackleton Range.
Kartiert wurde er 1957 von Teilnehmern der Commonwealth Trans-Antarctic Expedition (1955–1958) unter der Leitung des britischen Polarforschers Vivian Fuchs. Benannt ist er nach den Cyanobakterien der Gattung Nostoc, die den See besiedeln.